# Cidade Luz (escola de samba)
GRACES Cidade Luz é uma escola de samba de Campos dos Goytacazes. Em 2011, homenageou o jogador Zico, obtendo a sexta colocação.
Em 2012, na quinta-feira antes do desfile, que se daria no final de semana, a escola perdeu seu presidente e carnavalesco Rubens Borges da Silva, o Rubinho Chebabe, em decorrência de um infarto. Por conta disso, desfilou na segunda noite do Carnaval, mas não foi avaliada.

## Segmentos

### Presidentes
| Nome                   | Mandato | Ref.  |
| ---------------------- | ------- | ----- |
| Rubens Borges da Silva | ? - ?   | [ 5 ] |

## Carnavais
| Ano  | Colocação     | Grupo    | Enredo                                                                         | Carnavalesco    | Ref-Not |
| ---- | ------------- | -------- | ------------------------------------------------------------------------------ | --------------- | ------- |
| 2011 | 6º lugar      | ÚNICO    | Ao soarem os clarins sua majestade anuncia o Rei Arthur e a Corte Real         | Rubinho Chebabe | [ 4 ]   |
| 2012 | Não concorreu | Especial | Obrigado Macaé, o samba pede passagem para exaltar o filho ilustre Mestre Dica | Rubinho Chebabe | [ 4 ]   |